# Rhaphidorrhynchium cyparioides
Rhaphidorrhynchium cyparioides là một loài Rêu trong họ Sematophyllaceae. Loài này được (Brid.) Broth. miêu tả khoa học đầu tiên năm 1925.